# يبهون آر إكس

قبل اطلاق الطائرة

اطلاق الطائرة

(يبهون آر إكس) هي طائرة استطلاع بدون طيار صنعت للمهمات التكتيكية مثل التعقب والمراقبة ليلا ونهارا ومهمات البحث والإنقاذ. مراقبة الحدود. ومهمات المسح البيئي وما إلى هنالك من مهمات مشابهة
لقد تم تصميم هيكل الطائرة ليحتوي على تشكيلة أجنحة وسطية مع جسم على شكل القرنة، لتعمل بمحرك دفع واحد. مع ذيل مزدوج ومعدات هبوط قابلة للطي.
تم تصنيع جسم الطائرة أساسا على شكل طبقات من مادتي الألياف الزجاجبة والأيبوكسي، وبحشوات من الرغوة عالية الكثافة. يمكن تجميع أجزاء جسم الطائرة في الموقع.
يتم تشغيل (يبهون آر إكس ) من جهاز اطلاق مع امكانية الإقلاع والهبوط بشكل تلقائي كما انها مزودة بنظام مظلة للهبوط الاضطراري لإضفاء السلامة في حالة انقطاع أو فشل التواصل مع محطة التحكم لفترة محددة.

## لمواصفات
المسافة بين الجناحين
	5.8 متر 	19 قدم
الطول
	3.75 متر 	12.3 قدم
الارتفاع
	1 متر 	3.28 قدم
وزن الطائرة فارغة
	70 كجم 	154 رطل
حمولة الإقلاع القصوى
	160 كجم 	352 رطل
وزن الأحمال
	50 كجم 	110 رطل
سعة خزان الوقود 	50 لتر 	13 جالون
قوة المحرك 	50 حصان 	

## أداء الرحلة
سرعة السقوط
75 كم/س
[20 م/ث]
40 عقدة
سرعة التحليق
204 كم/س
[57 م/ث]
110 عقدة
السرعة القصوى
240 كم/س
[67 م/ث]
130 عقدة
معدل التسلق (سطح البحر)
[27 م/ث]
فترة الطيران
6 ساعات
سقف الارتفاع (النظري)
5500 متر
18000 قدم

## الأبعاد
المسافة بين الجناحين
5.8 متر
19 قدم
الطول
3.75 متر
12.3 قدم
الارتفاع

1 متر
3.28 قدم 

## وصلات خارجية
http://www.adcom-systems.com/ARB/UAV/YAHBON-RX/Overview.html